# Eudejeania pseudopyrrhopoda
Eudejeania pseudopyrrhopoda là một loài ruồi trong họ Tachinidae.